# Racing club saint-gaudinois Comminges XIII
Maillots
Actualités
Le Racing Club Saint-Gaudinois Comminges XIII est un club de rugby à XIII français fondé en 1958 et situé à Saint-Gaudens dans le département de la Haute-Garonne. Le club est apparu à la fin des années 1950..
Le club saint-gaudinois joue au stade du Saudet. Il est promu en première division du Championnat de France dès 1961 et s'impose comme l'un des clubs les plus prestigieux en disputant entre 1963 et 1974 huit finales de Championnat pour deux titres en 1970 et 1974, ainsi qu'un titre de Coupe de France en 1973. L'équipe est coachée entre autres par André Rives puis Jep Lacoste et compte sur des joueurs de premier plan tels Roger Biffi, Roger Garrigue, Jean Barthe, Henri Marracq, Armand Save, Jean-Pierre Lecompte, Serge Marsolan et Michel Molinier.
Après des résultats en retrait, il revient au premier au début des années 1990 pour remporter le Championnat de France en 1991 et deux titres de Coupe de France en 1991 et 1992 en s'appuyant sur ses internationaux Gilles Dumas, Cyril Pons et Claude Sirvent et l'apport de quelques étrangers tel Théo Anast. Club régulier, il remporte un dernier titre de Championnat en 2004 en comptant sur Jean-Christophe Borlin, Arnaud Dulac et des Australiens comme Russell Bussian, avant de rester en retrait les années suivantes et d'être déclaré forfait pour la saison 2011-2012 à la suite d'une décision de la Fédération française de rugby à XIII. Le club intègre la seconde division en 2012 puis effectue un retour en 2017 en première division mais n'a disputer une phase finale que lors de la saison 2023.
Le club est présidé par Jean-Claude Estrampes. L'équipe première est entraînée par Cyril Moliner et Olivier Janzac.

## Histoire

### Création du R.C. Saint-Gaudens sous l'impulsion de la famille Soubie
Le club nait en 1958, un lancement qui est effectué à l'occasion d'un match promotionnel opposant des joueurs de l'équipe de France, comme Puig-Aubert, à une sélection de joueurs de division nationale. Le match a lieu le jeudi de la Pentecôte. On attribue à la famille Soubié, ainsi qu'à des personnalités comme Bérard, Cabaré, Garnier, Jourdet et Lavigne, la paternité d'une équipe qui rejoint le haut niveau dès les années 1960. Le père Jean Soubie créé le club auquel succède son fils Fernand Soubie.

### Fin années 1970 et années 1980.: recul dans la hierarchie du R.C. Saint-Gaudens
Dans les années 1980, Saint-Gaudens défend un « rugby basé sur la vitesse d’exécution et la diversité de registre » dont des joueurs comme Gilles Dumas et Carlos Zalduendo sont la parfaite illustration.

### 2017-2025: le club retrouve la première division
En 2017, Gilles Dumas reprend en main en tant qu'entraîneur l'équipe de Saint-Gaudens avec pour objectif d'atteindre les phases finales. Il échoue lors de la saison 2018 à seulement quatre points de la qualification et une septième place comme en 2017. Lors de la saison 2019, le club échoue dans sa quête de la qualification en terminant neuvième de la saison régulière cette fois-ci, par ailleurs le club est éliminée en huitièmes de finale de la Coupe de France, battu 12-16 par Villegailhenc Aragon alors en seconde division en 2018 puis battu 30-46 par Saint-Estève XIII Catalan en 2019. Dumas quitte sa fonction d'entraîneur à la clôture de la saison en raison de la difficulté de la lier à son activité professionnelle et une opération prévue à une hanche, il reste cependant proche du club. Il est remplacé par Julien Gérin en juin 2019 à l'issue de la saison, ancien entraîneur du Toulouse olympique élite.

## Palmarès
| Championnat de France                                                                                           | Coupe de France                                         | Championnat de France de deuxième division     |
| --- | ------------------------------------------------------- | ---------------------------------------------- |
| - Champion (4) : 1970,, 1974, 1991 et 2004. - Finaliste (8) : 1963, 1966, 1967, 1969, 1971, 1972, 1999 et 2003. | - Vainqueur (3) : 1973, 1991 et 1992. - Finaliste (0) : | - Vainqueur (1) : 1960 - Finaliste (1) : 1961. |

## Logo

Ancien logo jusqu'en 2019.

## Joueurs emblématiques
- Fourcade Abasse
- Théo Anast
- Michel Anglade
- Michel Bardes
- Jean Barthe
- Denis Biénès
- Roger Biffi
- Jean-Christophe Borlin
- Russell Bussian
- Jean Cabrol
- Alexandre Couttet
- Arnaud Dulac
- Gilles Dumas
- Roger Garrigue
- Adam Innes
- Jean-Pierre Lecompte
- John Maguire
- Claude Mantoulan
- Henri Marracq
- Serge Marsolan
- Stéphane Millet
- Michel Molinier
- Jean Nédorézoff
- Marcel Péré
- Cyrille Pons
- André Rives
- Armand Save
- Claude Sirvent
- René Zaccariotto

## Liste des entraîneurs
- Jep Lacoste (??-??)
- Michel Molinier(??-1972-1974-??)
- Pierre Surre (??-1991-??)
- Robert Vizcay (??-??)
- Russell Bussian (??-2017)
- Gilles Dumas (2017-2019)
- Julien Gérin (2019-2021)
- Jérôme de Azevedo (2021-2022)
- Mitch Garbutt (2022-2024)
- Cyril Moliner (2022-)
- Olivier Janzac (2024-)

## Bilan du club toutes saisons et toutes compétitions confondues
| Année                                      | Année                                      | Saison régulière                                                                 | Saison régulière                                                                 | Saison régulière                                                                 | Saison régulière                                                                 | Saison régulière                                                                 | Saison régulière                                                                 | Saison régulière                                                                 | Saison régulière                                                                 | Phase finale                                                                     | Phase finale                                                                     | Phase finale                                                                     | Phase finale                                                                     | Phase finale                                                                     | Phase finale                                                                     | Phase finale                                                                     | Coupe                                                                            |
| Année                                      | Année                                      | Class.                                                                           | Points                                                                           | MJ                                                                               | V.                                                                               | N.                                                                               | D.                                                                               | Pp.                                                                              | Pc.                                                                              | Perf.                                                                            | MJ                                                                               | V.                                                                               | N.                                                                               | D.                                                                               | Pp.                                                                              | Pc.                                                                              | Performance                                                                      |
| Championnat de France de première division | Championnat de France de première division | Championnat de France de première division                                       | Championnat de France de première division                                       | Championnat de France de première division                                       | Championnat de France de première division                                       | Championnat de France de première division                                       | Championnat de France de première division                                       | Championnat de France de première division                                       | Championnat de France de première division                                       | Championnat de France de première division                                       | Championnat de France de première division                                       | Championnat de France de première division                                       | Championnat de France de première division                                       | Championnat de France de première division                                       | Championnat de France de première division                                       | Championnat de France de première division                                       | Coupe de France                                                                  |
| 1962                                       | 1962                                       | 8e                                                                               | 50                                                                               | 24                                                                               |                                                                                  |                                                                                  |                                                                                  |                                                                                  |                                                                                  | Quart-de-finale                                                                  | 3                                                                                | 0                                                                                | 0                                                                                | 1                                                                                | 2                                                                                | 5                                                                                |                                                                                  |
| 1963                                       | 1963                                       | 4e                                                                               | 55                                                                               |                                                                                  |                                                                                  |                                                                                  |                                                                                  |                                                                                  |                                                                                  | Finaliste                                                                        | 3                                                                                | 2                                                                                | 0                                                                                | 1                                                                                | 48                                                                               | 42                                                                               | Demi-finale                                                                      |
| 1964                                       | 1964                                       | 1er                                                                              | 73                                                                               | 28                                                                               |                                                                                  |                                                                                  |                                                                                  |                                                                                  |                                                                                  | Demi-finale                                                                      | 2                                                                                | 1                                                                                | 0                                                                                | 1                                                                                | 8                                                                                | 12                                                                               | Quart-de-finale                                                                  |
| 1965                                       | 1965                                       | 5e                                                                               | 57                                                                               | 26                                                                               |                                                                                  |                                                                                  |                                                                                  |                                                                                  |                                                                                  | Quart-de-finale                                                                  | 1                                                                                | 0                                                                                | 0                                                                                | 1                                                                                | 2                                                                                | 31                                                                               | Quart-de-finale                                                                  |
| 1966                                       | 1966                                       | 7e                                                                               | 54                                                                               | 26                                                                               |                                                                                  |                                                                                  |                                                                                  |                                                                                  |                                                                                  | Finaliste                                                                        | 4                                                                                | 3                                                                                | 0                                                                                | 1                                                                                | 80                                                                               | 61                                                                               | Quart-de-finale                                                                  |
| 1967                                       | 1967                                       | 4e                                                                               | 68                                                                               | 28                                                                               |                                                                                  |                                                                                  |                                                                                  |                                                                                  |                                                                                  | Finaliste                                                                        | 4                                                                                | 3                                                                                | 0                                                                                | 1                                                                                | 45                                                                               | 62                                                                               | Demi-finale                                                                      |
| 1968                                       | 1968                                       | 5e                                                                               | 49                                                                               |                                                                                  |                                                                                  |                                                                                  |                                                                                  |                                                                                  |                                                                                  | Demi-finale                                                                      | 3                                                                                | 2                                                                                | 0                                                                                | 1                                                                                | 33                                                                               | 22                                                                               | Huitième de finale                                                               |
| 1969                                       | 1969                                       | 3e                                                                               | 51                                                                               | 22                                                                               |                                                                                  |                                                                                  |                                                                                  |                                                                                  |                                                                                  | Finaliste                                                                        | 3                                                                                | 2                                                                                | 0                                                                                | 1                                                                                | ?                                                                                | ?                                                                                | Huitième de finale                                                               |
| 1970                                       | 1970                                       | 4e                                                                               | 54                                                                               | 22                                                                               |                                                                                  |                                                                                  |                                                                                  |                                                                                  |                                                                                  | Champion                                                                         | 3                                                                                | 3                                                                                | 0                                                                                | 0                                                                                | 61                                                                               | 24                                                                               | Huitième de finale                                                               |
| 1971                                       | 1971                                       | 1er                                                                              | 65                                                                               | 26                                                                               |                                                                                  |                                                                                  |                                                                                  |                                                                                  |                                                                                  | Finaliste                                                                        | 2                                                                                | 1                                                                                | 0                                                                                | 1                                                                                | 19                                                                               | 20                                                                               | Quart-de-finale                                                                  |
| 1972                                       | 1972                                       | 6e                                                                               | 63                                                                               | 28                                                                               |                                                                                  |                                                                                  |                                                                                  |                                                                                  |                                                                                  | Finaliste                                                                        | 3                                                                                | 2                                                                                | 0                                                                                | 1                                                                                | 38                                                                               | 32                                                                               | Quart-de-finale                                                                  |
| 1973                                       | 1973                                       | 8e                                                                               | 45                                                                               | 20                                                                               |                                                                                  |                                                                                  |                                                                                  |                                                                                  |                                                                                  | 1er tour                                                                         | 1                                                                                | 0                                                                                | 0                                                                                | 1                                                                                | 3                                                                                | 11                                                                               | Vainqueur                                                                        |
| 1974                                       | 1974                                       | 3e                                                                               | 22                                                                               | 50                                                                               |                                                                                  |                                                                                  |                                                                                  |                                                                                  |                                                                                  | Champion                                                                         | 4                                                                                | 4                                                                                | 0                                                                                | 0                                                                                | 68                                                                               | 32                                                                               | Quart-de-finale                                                                  |
| 1975                                       | 1975                                       | 7e                                                                               | 44                                                                               | 22                                                                               |                                                                                  |                                                                                  |                                                                                  |                                                                                  |                                                                                  | Quart-de-finale                                                                  | 2                                                                                | 1                                                                                | 0                                                                                | 1                                                                                | 35                                                                               | 25                                                                               | Demi-finale                                                                      |
| 1976                                       | 1976                                       | 9e                                                                               | 38                                                                               | 22                                                                               |                                                                                  |                                                                                  |                                                                                  |                                                                                  |                                                                                  | Non qualifié                                                                     | -                                                                                | -                                                                                | -                                                                                | -                                                                                | -                                                                                | -                                                                                | Huitième de finale                                                               |
| 1977                                       | 1977                                       | Poule B 5e                                                                       | 50                                                                               | 22                                                                               |                                                                                  |                                                                                  |                                                                                  |                                                                                  |                                                                                  | Non qualifié                                                                     | -                                                                                | -                                                                                | -                                                                                | -                                                                                | -                                                                                | -                                                                                | Huitième de finale                                                               |
| 1978                                       | 1978                                       | Poule B 12e                                                                      | 27                                                                               | 22                                                                               |                                                                                  |                                                                                  |                                                                                  |                                                                                  |                                                                                  | Non qualifié                                                                     | -                                                                                | -                                                                                | -                                                                                | -                                                                                | -                                                                                | -                                                                                |                                                                                  |
| 1979                                       | 1979                                       | Poule B 2e                                                                       | 38                                                                               | 26                                                                               |                                                                                  |                                                                                  |                                                                                  |                                                                                  |                                                                                  | Quart-de-finale                                                                  | 1                                                                                | 0                                                                                | 0                                                                                | 1                                                                                | 11                                                                               | 28                                                                               |                                                                                  |
| 1980                                       | 1980                                       | 14e                                                                              | 46                                                                               | 26                                                                               |                                                                                  |                                                                                  |                                                                                  |                                                                                  |                                                                                  | Non qualifié                                                                     | -                                                                                | -                                                                                | -                                                                                | -                                                                                | -                                                                                | -                                                                                | Huitième de finale                                                               |
| 1981                                       | 1981                                       | Poule B 2e                                                                       | 53                                                                               |                                                                                  |                                                                                  |                                                                                  |                                                                                  |                                                                                  |                                                                                  | Quart-de-finale                                                                  | 1                                                                                | 0                                                                                | 0                                                                                | 1                                                                                | 9                                                                                | 39                                                                               | Quart-de-finale                                                                  |
| 1982                                       | 1982                                       | 11e                                                                              | 46                                                                               |                                                                                  |                                                                                  |                                                                                  |                                                                                  |                                                                                  |                                                                                  | Non qualifié                                                                     | -                                                                                | -                                                                                | -                                                                                | -                                                                                | -                                                                                | -                                                                                | Demi-finale                                                                      |
| 1983                                       | 1983                                       | 12e                                                                              | 43                                                                               |                                                                                  |                                                                                  |                                                                                  |                                                                                  |                                                                                  |                                                                                  | Non qualifié                                                                     | -                                                                                | -                                                                                | -                                                                                | -                                                                                | -                                                                                | -                                                                                | Quart-de-finale                                                                  |
| 1984                                       | 1984                                       | 11e                                                                              | 43                                                                               |                                                                                  |                                                                                  |                                                                                  |                                                                                  |                                                                                  |                                                                                  | Non qualifié                                                                     | -                                                                                | -                                                                                | -                                                                                | -                                                                                | -                                                                                | -                                                                                | Quart-de-finale                                                                  |
| 1985                                       | 1985                                       | 12e                                                                              | 44                                                                               |                                                                                  |                                                                                  |                                                                                  |                                                                                  |                                                                                  |                                                                                  | Non qualifié                                                                     | -                                                                                | -                                                                                | -                                                                                | -                                                                                | -                                                                                | -                                                                                | Quart-de-finale                                                                  |
| 1986                                       | 1986                                       | 13e                                                                              | 28                                                                               |                                                                                  |                                                                                  |                                                                                  |                                                                                  |                                                                                  |                                                                                  | Non qualifié                                                                     | -                                                                                | -                                                                                | -                                                                                | -                                                                                | -                                                                                | -                                                                                | Huitième-de-finale                                                               |
| 1987                                       | 1987                                       | 7e                                                                               | 46                                                                               | 22                                                                               |                                                                                  |                                                                                  |                                                                                  |                                                                                  |                                                                                  | Quart-de-finale                                                                  | 2                                                                                | 1                                                                                | 0                                                                                | 1                                                                                | 50                                                                               | 18                                                                               | Huitième-de-finale                                                               |
| 1988                                       | 1988                                       | 4e                                                                               | 48                                                                               |                                                                                  |                                                                                  |                                                                                  |                                                                                  |                                                                                  |                                                                                  | Quart-de-finale                                                                  | 1                                                                                | 0                                                                                | 0                                                                                | 1                                                                                | 22                                                                               | 25                                                                               | Huitième-de-finale                                                               |
| 1989                                       | 1989                                       | 11e                                                                              | 38                                                                               |                                                                                  |                                                                                  |                                                                                  |                                                                                  |                                                                                  |                                                                                  | Non qualifié                                                                     | -                                                                                | -                                                                                | -                                                                                | -                                                                                | -                                                                                | -                                                                                | Quart-de-finale                                                                  |
| 1990                                       | 1990                                       | 4e                                                                               | 46                                                                               |                                                                                  |                                                                                  |                                                                                  |                                                                                  |                                                                                  |                                                                                  | Demi-finale                                                                      | 2                                                                                | 1                                                                                | 0                                                                                | 1                                                                                | 48                                                                               | 28                                                                               |                                                                                  |
| 1991                                       | 1991                                       | 1er                                                                              | 36                                                                               |                                                                                  |                                                                                  |                                                                                  |                                                                                  |                                                                                  |                                                                                  | Champion                                                                         | 3                                                                                | 3                                                                                | 0                                                                                | 0                                                                                | 35                                                                               | 22                                                                               | Vainqueur                                                                        |
| 1992                                       | 1992                                       | 3e                                                                               | 44                                                                               |                                                                                  |                                                                                  |                                                                                  |                                                                                  |                                                                                  |                                                                                  | Demi-finale                                                                      | 4                                                                                |                                                                                  |                                                                                  |                                                                                  |                                                                                  |                                                                                  | Vainqueur                                                                        |
| 1993                                       | 1993                                       | 5e                                                                               | 44                                                                               |                                                                                  |                                                                                  |                                                                                  |                                                                                  |                                                                                  |                                                                                  | Quart-de-finale                                                                  |                                                                                  |                                                                                  |                                                                                  |                                                                                  |                                                                                  |                                                                                  | Huitième de finale                                                               |
| 1994                                       | 1994                                       | 3e                                                                               | 44                                                                               |                                                                                  |                                                                                  |                                                                                  |                                                                                  |                                                                                  |                                                                                  | ?                                                                                |                                                                                  |                                                                                  |                                                                                  |                                                                                  |                                                                                  |                                                                                  | Huitième de finale                                                               |
| 1995                                       | 1995                                       | 3e                                                                               |                                                                                  |                                                                                  |                                                                                  |                                                                                  |                                                                                  |                                                                                  |                                                                                  | 1er tour                                                                         | 1                                                                                | 0                                                                                | 0                                                                                | 1                                                                                | 28                                                                               | 36                                                                               | Huitième-de-finale                                                               |
| 1996                                       | 1996                                       | 9e                                                                               |                                                                                  |                                                                                  |                                                                                  |                                                                                  |                                                                                  |                                                                                  |                                                                                  | Non qualifié                                                                     | -                                                                                | -                                                                                | -                                                                                | -                                                                                | -                                                                                | -                                                                                | Huitième-de-finale                                                               |
| 1997                                       | 1997                                       | 7e                                                                               | 30                                                                               | 14                                                                               | 7                                                                                | 2                                                                                | 5                                                                                |                                                                                  |                                                                                  | Quart-de-finale                                                                  | 2                                                                                | 1                                                                                | 0                                                                                | 1                                                                                | 48                                                                               | 64                                                                               |                                                                                  |
| 1998                                       | 1998                                       | 7e                                                                               | 42                                                                               | 22                                                                               | 9                                                                                | 0                                                                                | 13                                                                               |                                                                                  |                                                                                  | Quart-de-finale                                                                  | 3                                                                                | 1                                                                                | 1                                                                                | 1                                                                                | 64                                                                               | 75                                                                               | Quart-de-finale                                                                  |
| 1999                                       | 1999                                       | 3e                                                                               | 53                                                                               | 22                                                                               | 15                                                                               | 1                                                                                | 6                                                                                |                                                                                  |                                                                                  | Finaliste                                                                        | 5                                                                                | 2                                                                                | 0                                                                                | 3                                                                                | 171                                                                              | 84                                                                               | Huitième de finale                                                               |
| 2000                                       | 2000                                       | 3e                                                                               | 52                                                                               |                                                                                  |                                                                                  |                                                                                  |                                                                                  |                                                                                  |                                                                                  | Quart-de-finale                                                                  |                                                                                  |                                                                                  |                                                                                  |                                                                                  |                                                                                  |                                                                                  | Quart de finale                                                                  |
| 2001                                       | 2001                                       | 2e                                                                               | 53                                                                               |                                                                                  |                                                                                  |                                                                                  |                                                                                  |                                                                                  |                                                                                  | Demi-finale                                                                      | 4                                                                                | 2                                                                                | 0                                                                                | 2                                                                                | 90                                                                               | 87                                                                               | Quart de finale                                                                  |
| 2002                                       | 2002                                       | 6e                                                                               | 39                                                                               | 20                                                                               | 9                                                                                | 1                                                                                | 10                                                                               |                                                                                  |                                                                                  | Quart-de-finale                                                                  | 2                                                                                | 1                                                                                | 0                                                                                | 1                                                                                | 30                                                                               | 68                                                                               | Demi-finale                                                                      |
| 2003                                       | 2003                                       | 6e                                                                               | 40                                                                               |                                                                                  |                                                                                  |                                                                                  |                                                                                  |                                                                                  |                                                                                  | Finaliste                                                                        | 5                                                                                |                                                                                  |                                                                                  |                                                                                  |                                                                                  |                                                                                  | Huitième de finale                                                               |
| 2004                                       | 2004                                       | 2e                                                                               | 46                                                                               |                                                                                  |                                                                                  |                                                                                  |                                                                                  |                                                                                  |                                                                                  | Champion                                                                         |                                                                                  |                                                                                  |                                                                                  |                                                                                  |                                                                                  |                                                                                  | Huitième de finale                                                               |
| 2005                                       | 2005                                       | 7e                                                                               | 40                                                                               |                                                                                  |                                                                                  |                                                                                  |                                                                                  |                                                                                  |                                                                                  | Non-qualifié                                                                     | 0                                                                                | 0                                                                                | 0                                                                                | 0                                                                                | 0                                                                                | 0                                                                                | Quart de finale                                                                  |
| 2006                                       | 2006                                       | 5e                                                                               | 46                                                                               | 20                                                                               | 13                                                                               | 0                                                                                | 7                                                                                | 766                                                                              | 463                                                                              | 2e tour                                                                          | 2                                                                                | 1                                                                                | 0                                                                                | 1                                                                                | 84                                                                               | 47                                                                               | Quart de finale                                                                  |
| 2007                                       | 2007                                       | 4e                                                                               | 47                                                                               | 20                                                                               | 13                                                                               | 1                                                                                | 6                                                                                | 591                                                                              | 424                                                                              | Demi-finale                                                                      | 3                                                                                | 2                                                                                | 0                                                                                | 1                                                                                | 89                                                                               | 57                                                                               | Huitième de finale                                                               |
| 2008                                       | 2008                                       | 6e                                                                               | 40                                                                               | 20                                                                               | 10                                                                               | 0                                                                                | 10                                                                               | 476                                                                              | 417                                                                              | 2e tour                                                                          | 2                                                                                | 1                                                                                | 0                                                                                | 1                                                                                | 62                                                                               | 40                                                                               | Quart de finale                                                                  |
| 2009                                       | 2009                                       | 10e                                                                              | 24                                                                               | 20                                                                               | 3                                                                                | 1                                                                                | 16                                                                               | 298                                                                              | 687                                                                              | Non qualifié                                                                     | -                                                                                | -                                                                                | -                                                                                | -                                                                                | -                                                                                | -                                                                                | Huitième de finale                                                               |
| 2010                                       | 2010                                       | 9e                                                                               | 18                                                                               | 16                                                                               | 0                                                                                | 1                                                                                | 15                                                                               | 232                                                                              | 648                                                                              | Non qualifié                                                                     | -                                                                                | -                                                                                | -                                                                                | -                                                                                | -                                                                                | -                                                                                | Huitième de finale                                                               |
| 2011                                       | 2011                                       | 9e                                                                               | 28                                                                               | 20                                                                               | 4                                                                                | 0                                                                                | 16                                                                               | 395                                                                              | 849                                                                              | Non qualifié                                                                     | -                                                                                | -                                                                                | -                                                                                | -                                                                                | -                                                                                | -                                                                                | Quart de finale                                                                  |
| Championnat de France de deuxième division | Championnat de France de deuxième division | Championnat de France de deuxième division                                       | Championnat de France de deuxième division                                       | Championnat de France de deuxième division                                       | Championnat de France de deuxième division                                       | Championnat de France de deuxième division                                       | Championnat de France de deuxième division                                       | Championnat de France de deuxième division                                       | Championnat de France de deuxième division                                       | Championnat de France de deuxième division                                       | Championnat de France de deuxième division                                       | Championnat de France de deuxième division                                       | Championnat de France de deuxième division                                       | Championnat de France de deuxième division                                       | Championnat de France de deuxième division                                       | Championnat de France de deuxième division                                       | Coupe de France                                                                  |
| 2012                                       | 2012                                       | Forfait général                                                                  | Forfait général                                                                  | Forfait général                                                                  | Forfait général                                                                  | Forfait général                                                                  | Forfait général                                                                  | Forfait général                                                                  | Forfait général                                                                  | Forfait général                                                                  | Forfait général                                                                  | Forfait général                                                                  | Forfait général                                                                  | Forfait général                                                                  | Forfait général                                                                  | Forfait général                                                                  | Forfait général                                                                  |
| 2013                                       |                                            |                                                                                  |                                                                                  |                                                                                  |                                                                                  |                                                                                  |                                                                                  |                                                                                  |                                                                                  |                                                                                  |                                                                                  |                                                                                  |                                                                                  |                                                                                  |                                                                                  |                                                                                  |                                                                                  |
| 2014                                       | 2014                                       |                                                                                  |                                                                                  |                                                                                  |                                                                                  |                                                                                  |                                                                                  |                                                                                  |                                                                                  |                                                                                  |                                                                                  |                                                                                  |                                                                                  |                                                                                  |                                                                                  |                                                                                  | 2e tour                                                                          |
| 2015                                       | 2015                                       |                                                                                  |                                                                                  |                                                                                  |                                                                                  |                                                                                  |                                                                                  |                                                                                  |                                                                                  |                                                                                  |                                                                                  |                                                                                  |                                                                                  |                                                                                  |                                                                                  |                                                                                  | Quart de finale                                                                  |
| 2016                                       | 2016                                       |                                                                                  |                                                                                  |                                                                                  |                                                                                  |                                                                                  |                                                                                  |                                                                                  |                                                                                  |                                                                                  |                                                                                  |                                                                                  |                                                                                  |                                                                                  |                                                                                  |                                                                                  | 1er tour                                                                         |
| Championnat de France de première division | Championnat de France de première division | Championnat de France de première division                                       | Championnat de France de première division                                       | Championnat de France de première division                                       | Championnat de France de première division                                       | Championnat de France de première division                                       | Championnat de France de première division                                       | Championnat de France de première division                                       | Championnat de France de première division                                       | Championnat de France de première division                                       | Championnat de France de première division                                       | Championnat de France de première division                                       | Championnat de France de première division                                       | Championnat de France de première division                                       | Championnat de France de première division                                       | Championnat de France de première division                                       | Coupe de France                                                                  |
| 2017                                       | 2017                                       | 7e                                                                               | 27                                                                               | 20                                                                               | 8                                                                                | 0                                                                                | 12                                                                               | 433                                                                              | 622                                                                              | Non qualifié                                                                     | -                                                                                | -                                                                                | -                                                                                | -                                                                                | -                                                                                | -                                                                                | Quart de finale                                                                  |
| 2018                                       | 2018                                       | 7e                                                                               | 29                                                                               | 19                                                                               | 7                                                                                | 0                                                                                | 12                                                                               | 354                                                                              | 509                                                                              | Non qualifié                                                                     | -                                                                                | -                                                                                | -                                                                                | -                                                                                | -                                                                                | -                                                                                | Huitième de finale                                                               |
| 2019                                       | 2019                                       | 9e                                                                               | 19                                                                               | 19                                                                               | 5                                                                                | 0                                                                                | 14                                                                               | 388                                                                              | 608                                                                              | Non qualifié                                                                     | -                                                                                | -                                                                                | -                                                                                | -                                                                                | -                                                                                | -                                                                                | Huitième de finale                                                               |
| 2020                                       | 2020                                       | Éditions annulées et titres non décernés en raison de la pandémie de coronavirus | Éditions annulées et titres non décernés en raison de la pandémie de coronavirus | Éditions annulées et titres non décernés en raison de la pandémie de coronavirus | Éditions annulées et titres non décernés en raison de la pandémie de coronavirus | Éditions annulées et titres non décernés en raison de la pandémie de coronavirus | Éditions annulées et titres non décernés en raison de la pandémie de coronavirus | Éditions annulées et titres non décernés en raison de la pandémie de coronavirus | Éditions annulées et titres non décernés en raison de la pandémie de coronavirus | Éditions annulées et titres non décernés en raison de la pandémie de coronavirus | Éditions annulées et titres non décernés en raison de la pandémie de coronavirus | Éditions annulées et titres non décernés en raison de la pandémie de coronavirus | Éditions annulées et titres non décernés en raison de la pandémie de coronavirus | Éditions annulées et titres non décernés en raison de la pandémie de coronavirus | Éditions annulées et titres non décernés en raison de la pandémie de coronavirus | Éditions annulées et titres non décernés en raison de la pandémie de coronavirus | Éditions annulées et titres non décernés en raison de la pandémie de coronavirus |
| 2021                                       | 2021                                       | 10e                                                                              | 13                                                                               | 18                                                                               | 3                                                                                | 0                                                                                | 15                                                                               | 297                                                                              | 654                                                                              | Non qualifié                                                                     | -                                                                                | -                                                                                | -                                                                                | -                                                                                | -                                                                                | -                                                                                | Annulé                                                                           |
| 2022                                       | 2022                                       | 9e                                                                               | 1                                                                                | 16                                                                               | 1                                                                                | 0                                                                                | 15                                                                               | 164                                                                              | 716                                                                              | Non qualifié                                                                     | -                                                                                | -                                                                                | -                                                                                | -                                                                                | -                                                                                | -                                                                                | Annulé                                                                           |
| 2023                                       | 2023                                       | 6e                                                                               | 25                                                                               | 18                                                                               | 7                                                                                | 0                                                                                | 11                                                                               | 357                                                                              | 542                                                                              | Barrages                                                                         | 1                                                                                | 0                                                                                | 0                                                                                | 1                                                                                | 12                                                                               | 46                                                                               | Quart de finale                                                                  |
| 2024                                       | 2024                                       | 8e                                                                               | 19                                                                               | 18                                                                               | 4                                                                                | 0                                                                                | 14                                                                               | 384                                                                              | 574                                                                              | Non qualifié                                                                     | -                                                                                | -                                                                                | -                                                                                | -                                                                                | -                                                                                | -                                                                                | Quart-de-finale                                                                  |
| 2025                                       | 2025                                       | 9e                                                                               | 25                                                                               | 20                                                                               | 8                                                                                | 0                                                                                | 12                                                                               | 480                                                                              | 546                                                                              | Non qualifié                                                                     | -                                                                                | -                                                                                | -                                                                                | -                                                                                | -                                                                                | -                                                                                | Huitième de finale                                                               |